# Cyclorana alboguttata
Cyclorana alboguttata és una espècie de granota que es troba a Austràlia (Nova Gal·les del Sud, Queensland i Territori del Nord).